# Estero de Quempo
Estero de Quempo är ett vattendrag i Chile.   Det ligger i regionen Región Metropolitana de Santiago, i den södra delen av landet, 40 km öster om huvudstaden Santiago de Chile.
Omgivningarna runt Estero de Quempo är i huvudsak ett öppet busklandskap. Runt Estero de Quempo är det mycket glesbefolkat, med 2 invånare per kvadratkilometer.